# Forces navales algériennes
Pour les articles homonymes, voir Marine nationale.
Les Forces navales algériennes (FNA ; en arabe : القوات البحرية الجزائرية) sont le corps de marine de guerre de l'Algérie. Elles sont l'une des composantes de l'Armée nationale populaire.
La création du corps moderne remonte à l'indépendance de l'Algérie en 1962.
Les forces navales sont responsables des opérations se déroulant à la mer et dans les eaux algériennes.
Le commandant en chef des Forces navales algériennes est le général major Benmeddah Mahfoud, depuis le 7 janvier 2021 (par intérim).

## Histoire

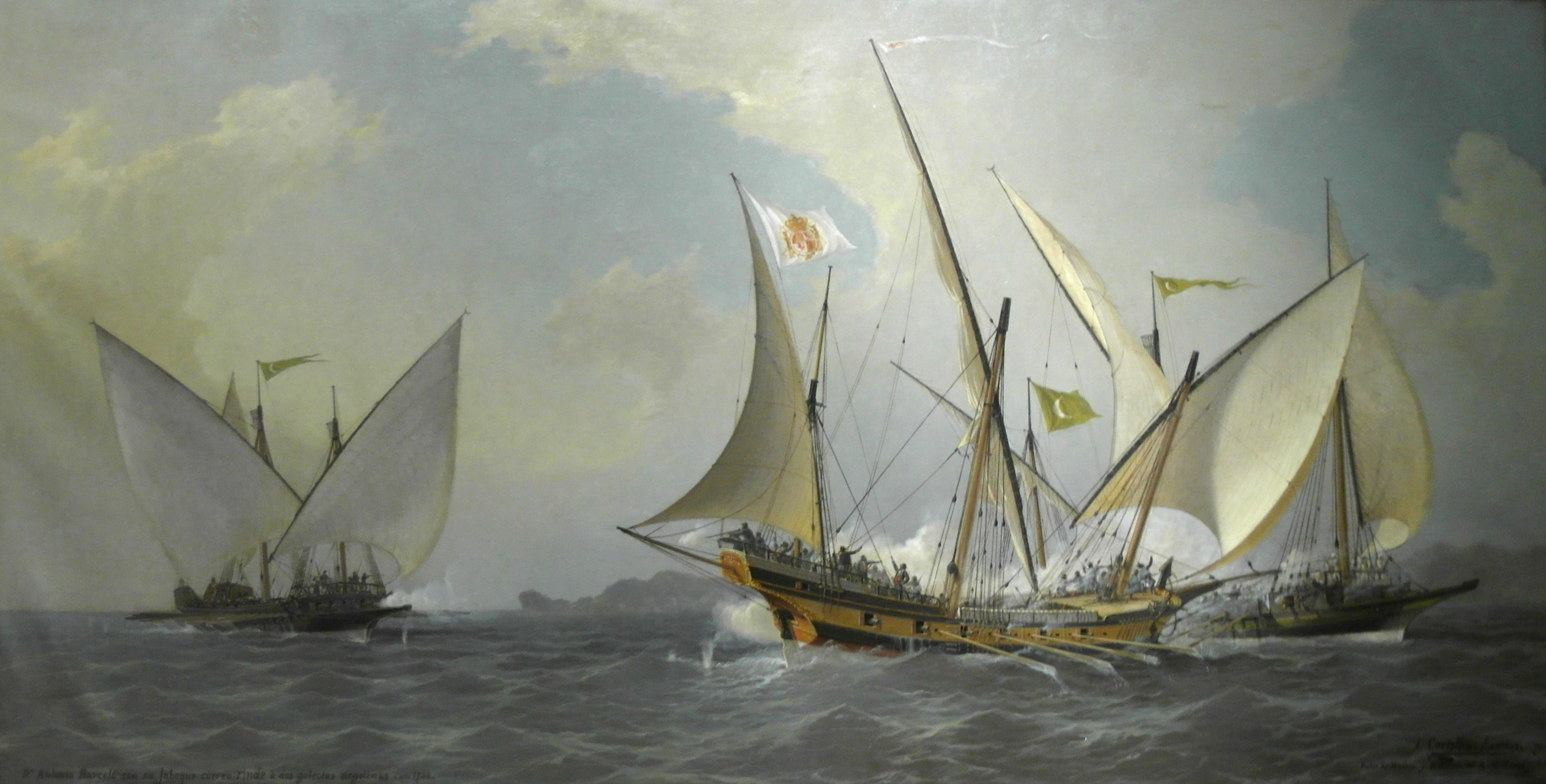
Le chebec du marin espagnol Antoine Barcelo (au centre) face à deux galiotes de la régence d'Alger (1738).

La marine algérienne a joué un rôle important dans le bassin méditerranéen, entre les XVe et XVIIIe siècles, où elle a été une force militaire de l'Empire ottoman de premier plan, qui a assuré non la défense de la régence d'Alger, et l'attaque des navires occidentaux  faisant un passage à travers la Méditerranée, qui ont donné des marins légendaires comme les frères Barberousse ou Hamidou ben Ali. La marine algérienne coopère alors à toutes les expéditions maritimes dans lesquelles la Porte se trouve engagée.

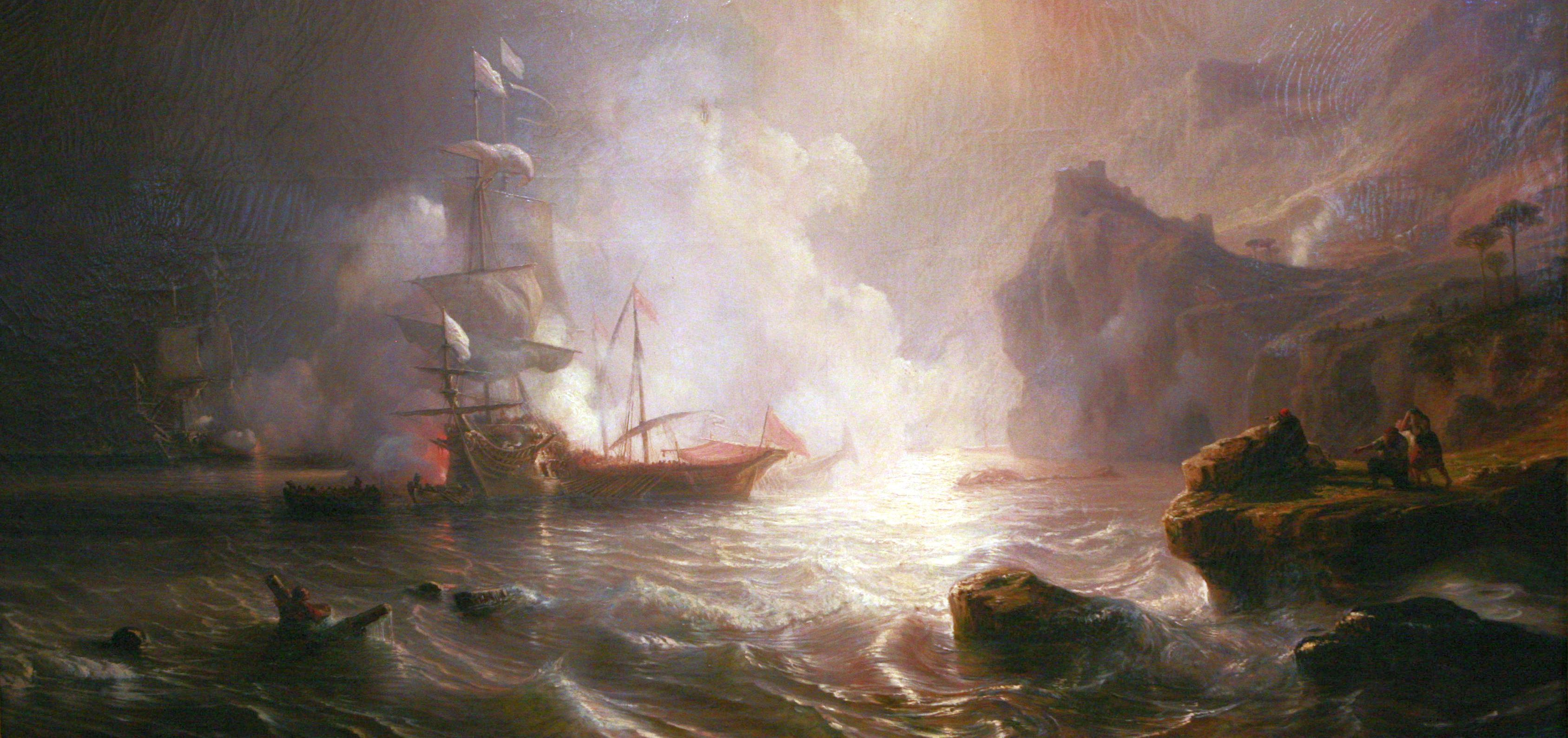
Combat d'un vaisseau français et de deux galiotes barbaresques, huile sur toile de Théodore Gudin.

### Les origines de la flotte algérienne (1147-1516)

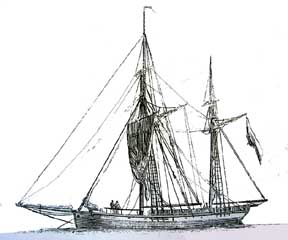
Galiote, extraite du Dictionnaire de la marine de Willaumez, 1831.

À cette époque, le Maghreb est sous le contrôle de la dynastie berbère almohade qui a également régné sur l'actuelle Espagne, à Al-Andalus. La Marine est née avec l'installation par Abd El Moumen de chantiers navals dans les ports d'Oran et Honaïne. Mais le règne de cette grande dynastie est bientôt glacé d'abord par quelques désaccords internes, principalement liés aux difficultés de la gestion d'un vaste territoire. La situation s'aggrave encore quand une partie de la péninsule Ibérique passe à nouveau sous le contrôle des dirigeants chrétiens à la suite de la bataille de Las Navas de Tolosa, la décomposition du royaume s'accélérant avec la formation de trois États en Afrique du Nord. Après la destruction totale du royaume almohade en 1269, commence alors une bataille féroce entre musulmans et chrétiens pour le contrôle de divers ports dans la Méditerranée occidentale. Cela a eu comme conséquence l'occupation par les Espagnols de plusieurs régions algériennes comme le Peñon d'Alger, Oran et Béjaïa. Ceci a conduit les peuples indigènes de ces régions à appeler les corsaires afin de les libérer des envahisseurs chrétiens, chose faite par l'envoi des frères Arudj et Khayr ad-Din en 1512. Les frères Barberousse ont construit au Maghreb une des plus redoutables flottes de leur époque.

### Le corsaire Arudj Reis, aîné de Khayr ad-Din

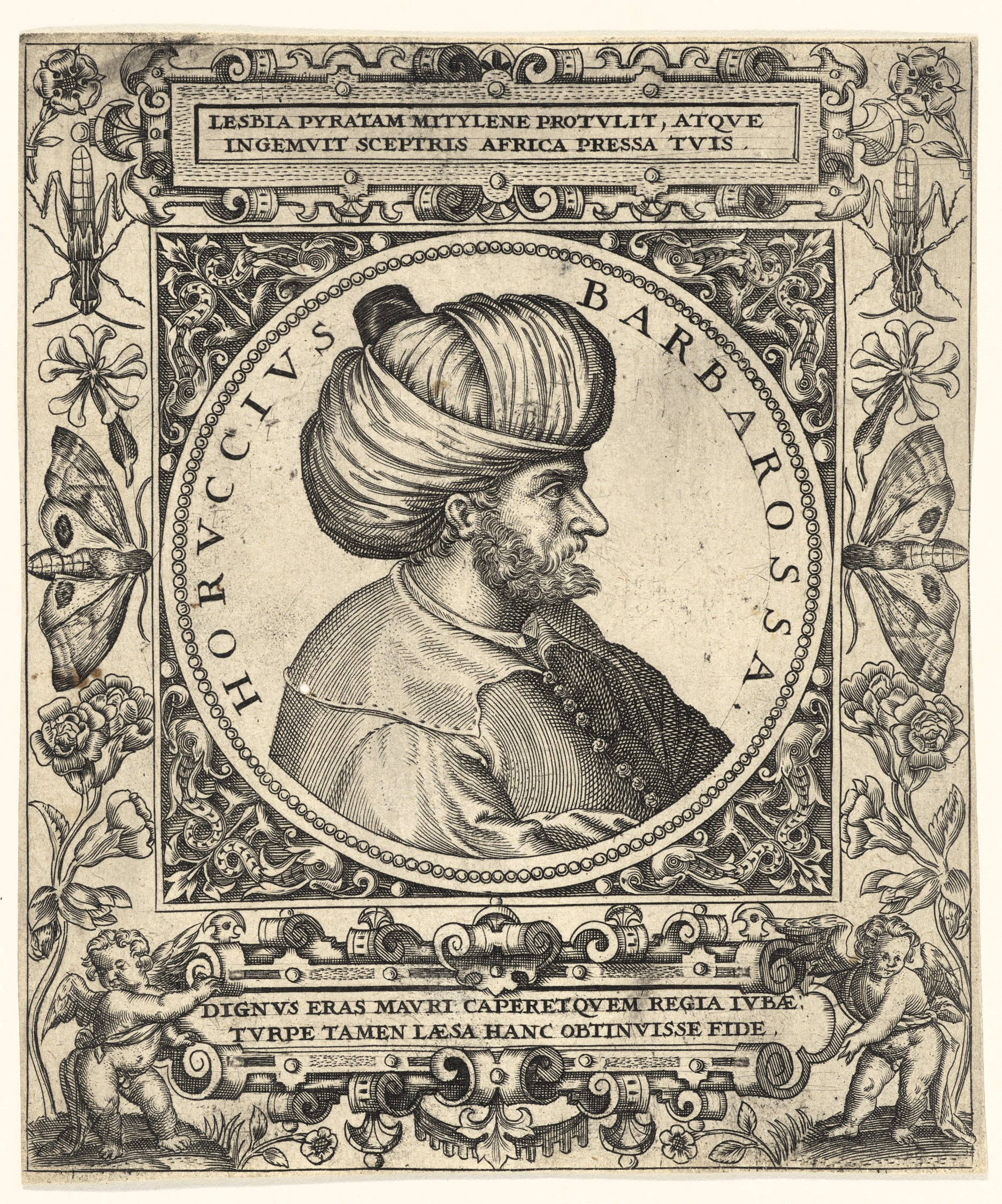
Gravure d'Arudj Barberousse.

Décrit par certains historiens comme les plus grands pirates de l'histoire, les frères Barberousse seraient probablement des Albanais, ou des Grecs. Dans la description qui leur est donnée, on dit que le plus jeune, Khayr ad-Din, était plus brillant et d'une corpulence plus forte que son grand frère, tandis que Arudj était connu pour ses connaissances en navigation. Il était surnommé Barberousse, nom acquis après avoir transporté des réfugiés musulmans d'Espagne vers l'Afrique du Nord. Il se livra à la piraterie dans le seul but de la vengeance, en particulier après son emprisonnement pendant plusieurs années dans les prisons du château de Bodrum. Sa grande habileté lui permit de s'échapper, fuyant ensuite à Tunis où le roi Mohamed Ibn Hafss lui a permis de construire une base navale à partir de laquelle il a réussi à faire sa première flotte militaire. Il a ensuite emmené sa flotte en Algérie afin de libérer la zone de l'emprise espagnole, ce qu'il a réussi à faire en prenant Alger en 1516. Des années plus tard, il réunit sa flotte et quitte le territoire pour conquérir le dernier bastion espagnol en Algérie, Mers el-Kébir[réf. nécessaire].

### Consolidation et construction: régence d'Alger

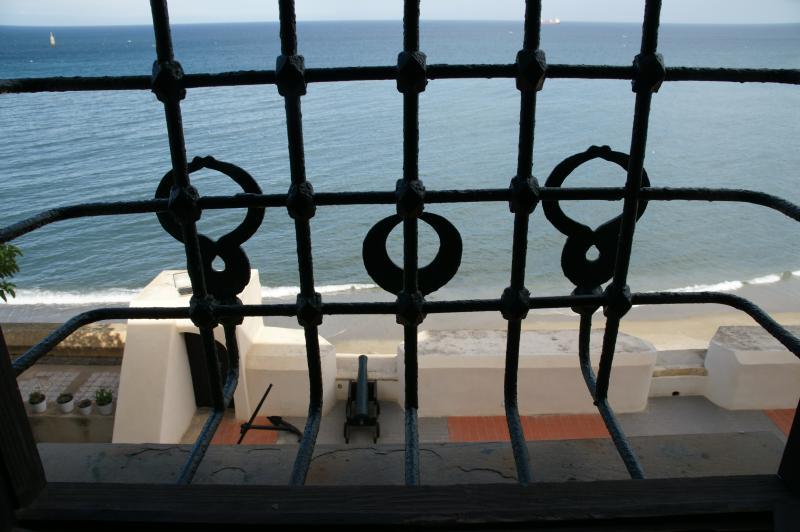
Palais des Raïs Canon Bastion.

Après la libération de toutes les régions sous influence espagnole[réf. nécessaire], la création de la marine de la régence d'Alger débuta. Cette entreprise commence par la construction d'une flotte de quatre petits navires, puis avec le temps, une véritable industrie militaire s'établit. Plusieurs chantiers navals (en particulier à Cherchell, Bougie et Alger) fournissent à la marine ottomane un nombre considérable de navires de guerre, équipés de canons développés entièrement par des compétences locales.
À la suite de l'indépendance des États-Unis en 1776, les navires de commerce américains ne bénéficient plus de la protection des navires de la Royal Navy, ce qui leur pose un problème en Méditerranée. Les navires américains se retrouvent à partir de 1785 attaqués par les corsaires de ce que l'Occident appelle alors la Barbarie, correspondant aux provinces ottomanes du Maghreb, (actuelle Algérie, Tunisie et Libye). Constatant la force de la puissance navale d'Alger, le Sénat des États-Unis décide de proposer un « traité de paix et d'amitié avec les États de Barbarie » dont un avenant est paraphé le 5 septembre 1795 à Alger puis de nouveau le 3 janvier 1797. Un traité similaire est signé avec le bey de Tunis.
Le traité est ratifié a l'unanimité par le Sénat des États-Unis début juin, puis signé par John Adams, second président américain, et paraît dans ce qui est le journal officiel américain de l'époque, le Philadelphia Gazette le 17 juin 1797.
Par la suite, l'expédition américaine du 17 au 19 juin 1815, connue comme la seconde guerre barbaresque, voit la victoire de l’US Navy sur les pirates barbaresques.

L'attaque des marines britanniques et néerlandaises en août 1816, oblige le régent d'Alger à accepter un ultimatum concernant la libération des esclaves malgré de lourdes pertes humaines dans les équipages anglo-néerlandais. 

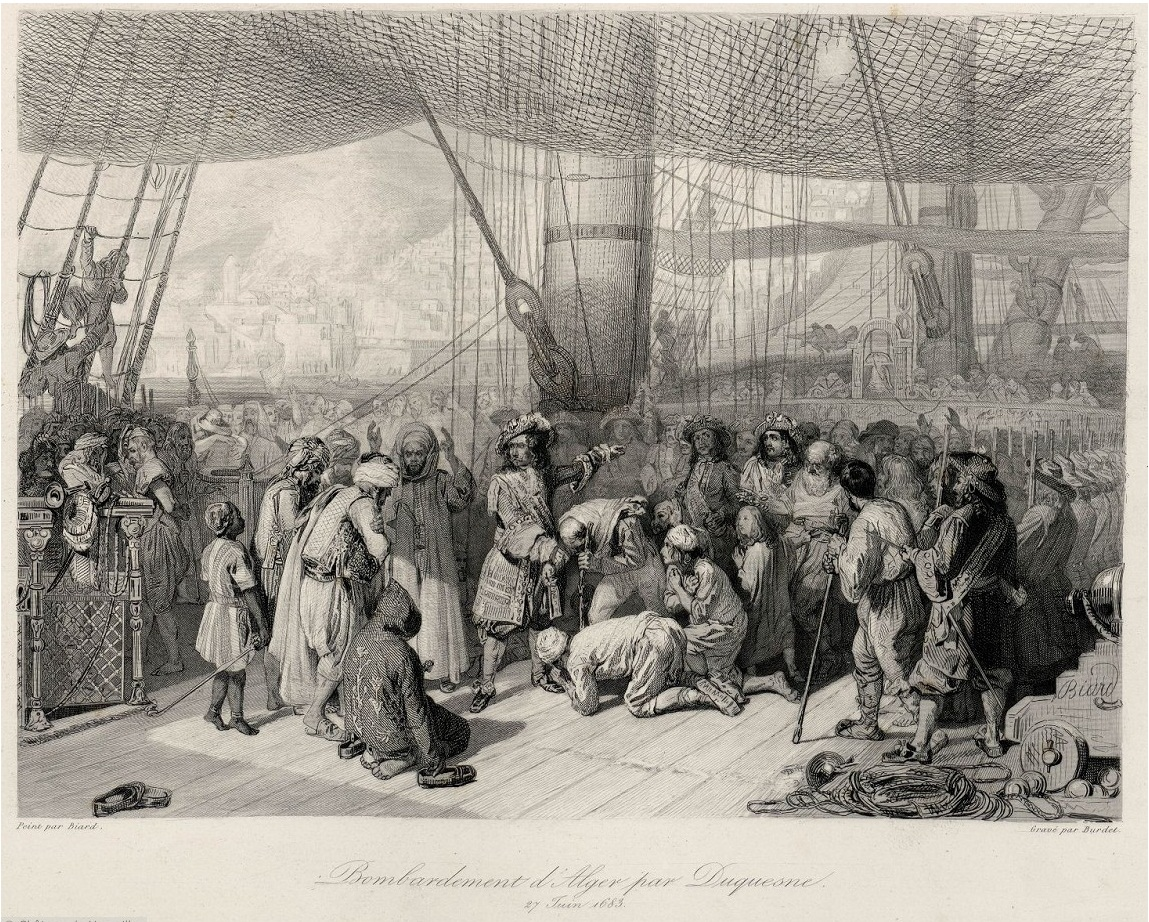
Libération d'esclaves chrétiens après le bombardement d'Alger.

L'armada algéroise perd également un grand nombre de navires avec cinq frégates, quatre corvettes et trente chaloupes canonnières qui sont la proie des flammes.
Après la fin de la guerre, les pays européens et les États-Unis cessent de payer tribut aux États barbaresques pour déjouer les attaques contre leurs navires. Cela contribue à marquer le début de la fin de la piraterie dans cette région, qui sévissait depuis l'époque de la domination ottomane (XVIe siècle-XVIIIe siècle). En quelques décennies, les puissances européennes ont construit des navires de plus en plus sophistiqués et coûteux que les pirates barbaresques ne peuvent égaler en nombre ou en technologie.
Certains escadrons algérois participent à la guerre d'indépendance grecque à partir de 1821, en complément des forces de la flotte ottomane, et perdent plusieurs navires dans divers engagements pendant cette guerre.
En juin 1827, Charles X lance un blocus naval à Alger et l'expédition d'Alger permet finalement la prise de la ville en 1830.

### Colonisation française
L'Algérie reste 132 années sous occupation coloniale, de 1830 jusqu'à la déclaration d'indépendance du 5 juillet 1962, à la suite de la signature des accords d'Évian le 18 mars.
La principale base navale de la Marine française est celle de Mers el-Kébir, qu'elle agrandit en 1868, et qu'elle occupe conformément aux accords jusqu'en 1967.
À la suite de l'armistice de juin 1940, une partie de la marine française dont la Force de Raid est basée dans ce port qui est attaqué par la marine britannique le 3 juillet 1940.
Les installations laissées à l'indépendance formeront la base de l'infrastructure des Forces navales algériennes et Mers el-Kébir devient lors de sa rétrocession la principale base de la nouvelle marine algérienne.

### L'indépendance de l'Algérie

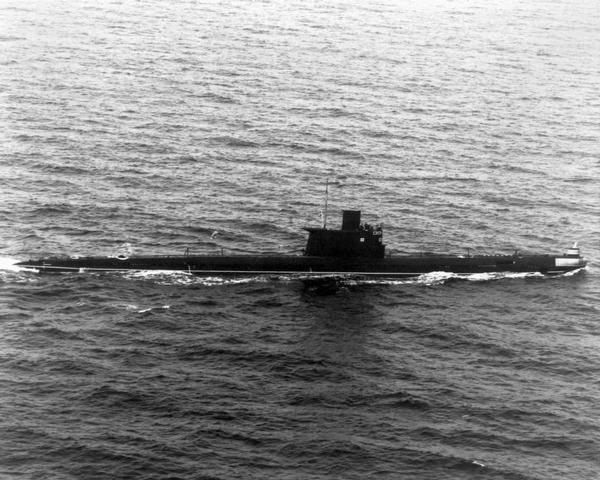
Sous-marin Roméo.

Durant les années 1960, la marine n’est pas une priorité des nouvelles autorités algériennes et ne dispose que de petits patrouilleurs pour la surveillance des eaux territoriales. Néanmoins plusieurs écoles militaires navales ont été créées en Algérie et de nombreuses signatures pour la formation à l’étranger des marins Algériens sont conclues avec de prestigieuses écoles navales internationales (URSS, Grande Bretagne, France, Italie, etc.). Le pays fraîchement indépendant devait d’abord former ses hommes et les entraîner avant l’acquisition de machines de combat plus sophistiquées.
Au début de l’indépendance, les caisses de l'État étant vides, la marine Algérienne a reçu à sa création que deux dragueurs de mines Auxiliary motor minesweepers (en) (YMS) de construction américaine faisant 270 tonnes donnés par la République arabe unie, mais le Djebel Aurès fait naufrage en avril 1963.
En 1969, l'effectif est de 3 000 hommes dont 250 officiers, et la flotte se compose du second YMS, le Sidi Fradj et des navires de construction soviétique suivants :
- 2 dragueurs de mines de type T 43 (410 t, 17 nd) ;
- 6 escorteurs côtiers du type S0 1 (215 t, 25 nd) ;
- 3/4 vedettes rapides lance-missiles classe Osa 1 (170 t, 35 nd) ;
- 6/7 vedettes rapides lance-missiles classe Komar (60 t, 40 nd) ;
- 8 vedettes lance-torpilles type P 6 (60 t, 40 nd) ;
- 1 chalutier hydrographique de type Sekstan ;
- 1 ramasseur de torpilles ;
- plusieurs vedettes de surveillance côtière ;
- quelques petits auxiliaires.

À partir des années 1970, sous l’impulsion du Moudjahid le colonel Mohamed Benmoussat, dit “l’Amiral” (fondateur des forces navales Algériennes et dernier habitant de l’Amirauté d’Alger) fonde et trace une vision à moyen et long-terme pour que les forces navales Algériennes deviennent la plus grande puissance navale Africaine, la marine Algérienne monte en puissance et devient une force sous-marine de la rive sud de la Méditerranée avec l’acquisition de deux sous-marins Russes de classe Roméo en 1976 puis réceptionnés dans les années 1980.
Mohamed Bemmoussat envoie les premiers marins Algériens en formation dans les meilleures écoles navales du monde entier, signe des conventions, fonde et inaugure les écoles navales comme celle de Tamentfoust à Alger. À la suite de sa volonté de démissionner après 16 années aux commandes des forces navales, Mohamed Benmoussat recommande et cède son poste en 1978 au lieutenant (plus tard Général) Rachid Benyelles, commandant de la façade Ouest de Mers el Kebir à Oran, qui prendra les commandes en suivant et appliquant la même vision et stratégie au sein des forces navales.

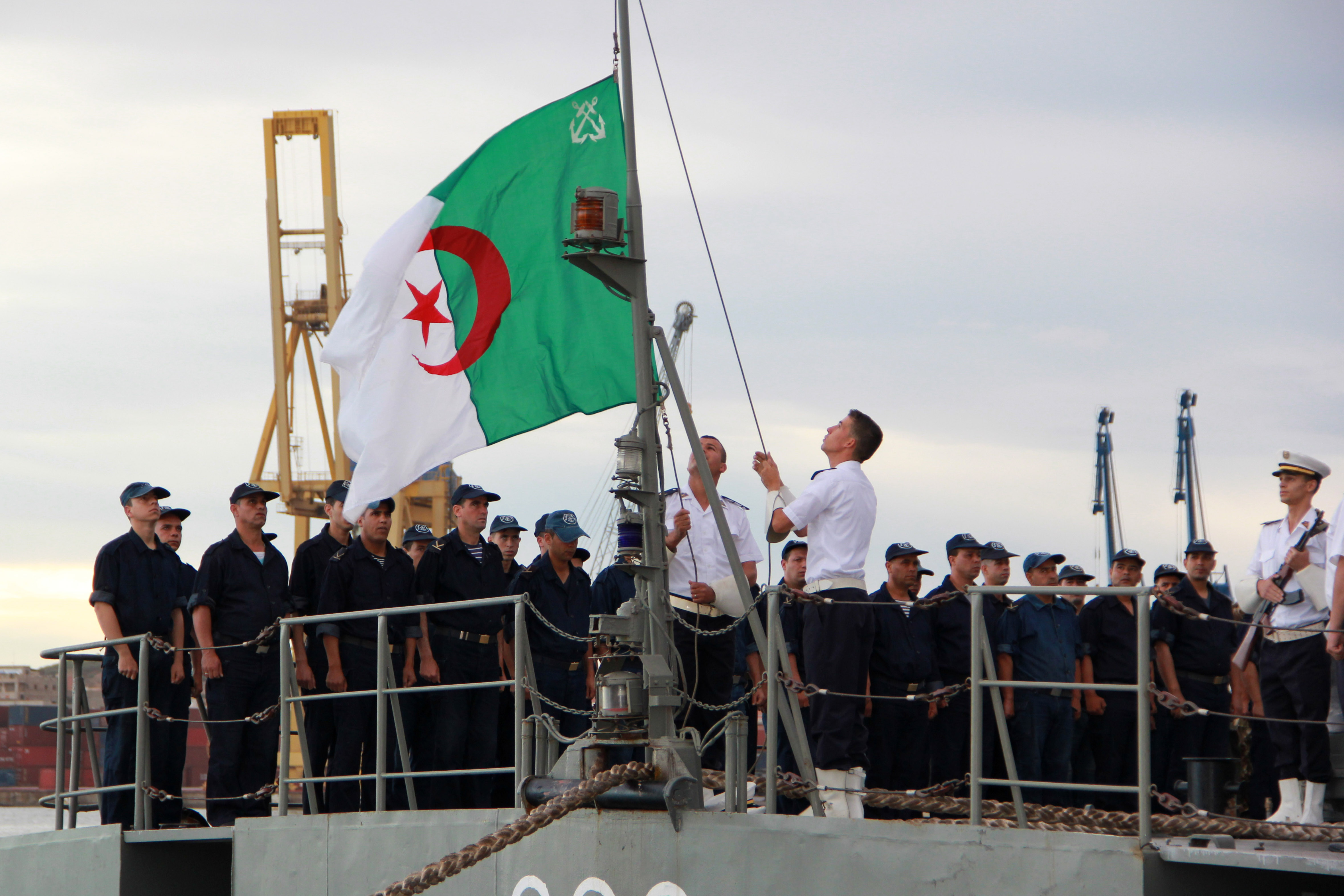
Des marins algériens à bord de la frégate Rais Kellich (F-902) se préparent à la phase en mer de l'exercice Phoenix Express 2017, le 12 mai.

## Missions et unités des forces navales

### Les gardes côtes
Les garde-côtes sont présents sur l'ensemble de la façade maritime et dans plusieurs villes d'Algérie notamment à Alger, Mers el Kebir, Jijel, Annaba…
Les garde-côtes ont pour mission :
- l’exécution des polices du balisage et des câbles sous-marins ;
- l'assistance et le sauvetage en mer ;
- la lutte contre la pollution de la mer par les hydrocarbures ;
- la surveillance côtière terrestre en collaboration avec la douane algérienne, la gendarmerie, et la police nationale ;
- la police de la navigation maritime (respect des règles de navigation maritime…) ;
- la police de la sécurité maritime ;
- la police des pêches maritimes ;
- la police douanière en mer ;
- la police pénale en mer ;
- la police générale en mer ;
- les enquêtes nautiques en mer.

Plus de cinquante navires internationaux passent en un mois à moins de 190 kilomètres des côtes et de la ZEE algérienne sur une distance côtière de 1 622 kilomètres (c'est l'un des trafics maritimes les plus denses au monde).

### La défense côtière
La défense côtière algérienne utilise des batteries mobiles côtières CSS-C-2 Silkworm, P-15 Termit ainsi que des batteries mobiles côtières de dernière génération Kh-35EU russe (missile antinavire subsonique) et les missiles supersoniques chinois CX-1 (en) et CM-302 (version export du missile YJ-12) d'une portée respective de 280 km et 300 km.
Les Forces navales disposent aussi de systèmes IFF permettant de différencier les matériels amis et ennemis, que ce soit des navires ou des avions de combat.

### Les Régiments de fusiliers marins (RFM)

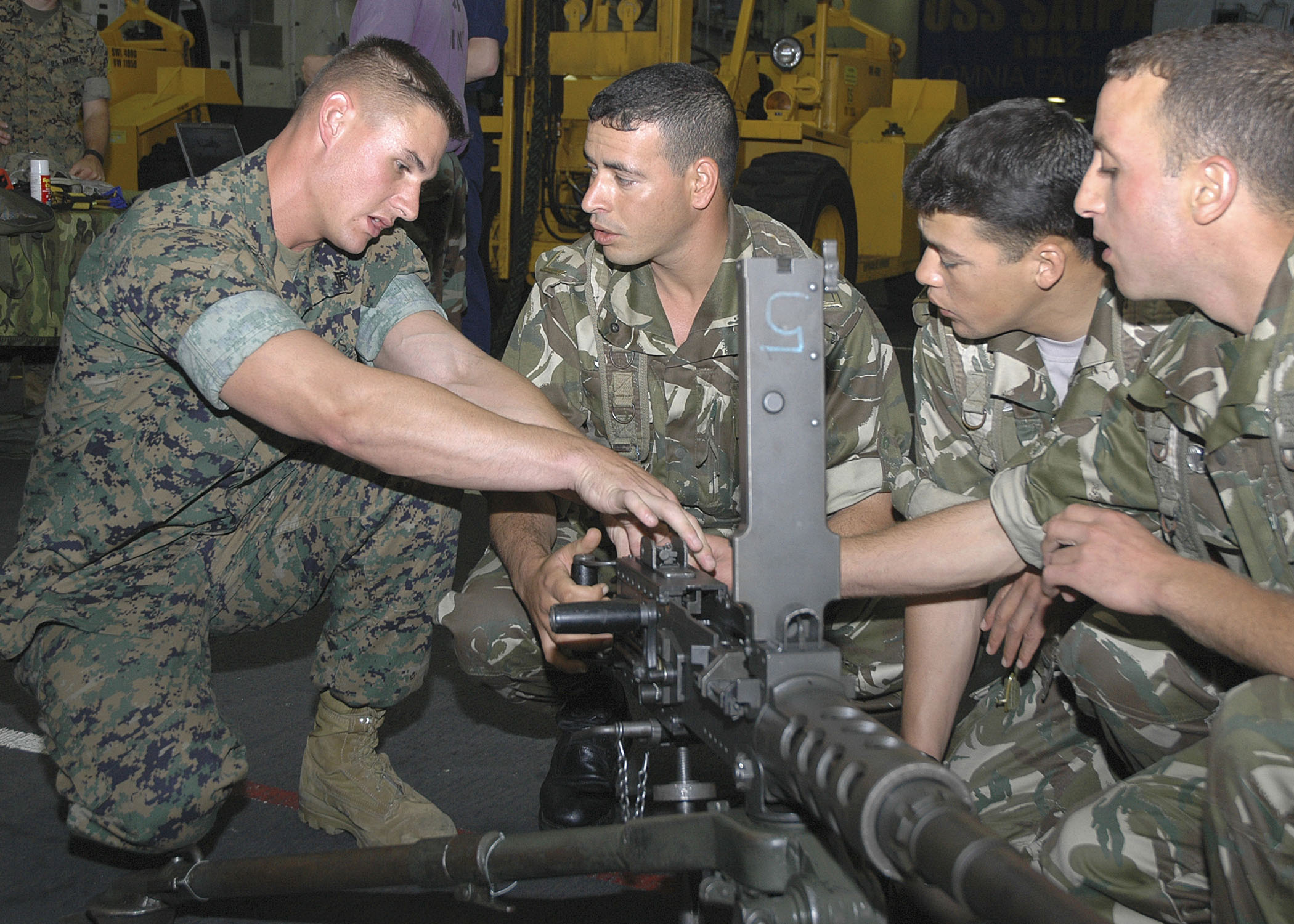
Des fusiliers marins avec un instructeur de l'USMC en 2006.

Les régiments de fusiliers marins autrefois appelés bataillons ont été créés en 1986. On compte actuellement huit régiments de fusiliers marins.
Les fusiliers marins ont pour missions :
- la sécurisation des ports militaires, des navires et des sites sensibles de la marine ;
- l'assaut en milieu amphibie depuis la mer ;
- la récupération de zone sensible depuis la mer ;
- la lutte anti-terroriste sur les façades maritimes ;
- la lutte contre les trafics illicites depuis la mer.

La liste des régiments de fusiliers marins :
- le 1er régiment de fusiliers-marins de Jijel ;
- le 3e régiment de fusiliers-marins d'Azeffoun ;
- le 4e régiment de fusiliers-marins d'El Milia ;
- le 5e régiment de fusiliers-marins de Ténès ;
- le 6e régiment de fusiliers-marins de Dellys ;
- le 7e régiment de fusiliers-marins de Boumerdès ;
- le 8e régiment de fusiliers-marins d'El Tarf.

### Le régiment d'action spécial de la marine (RASM)

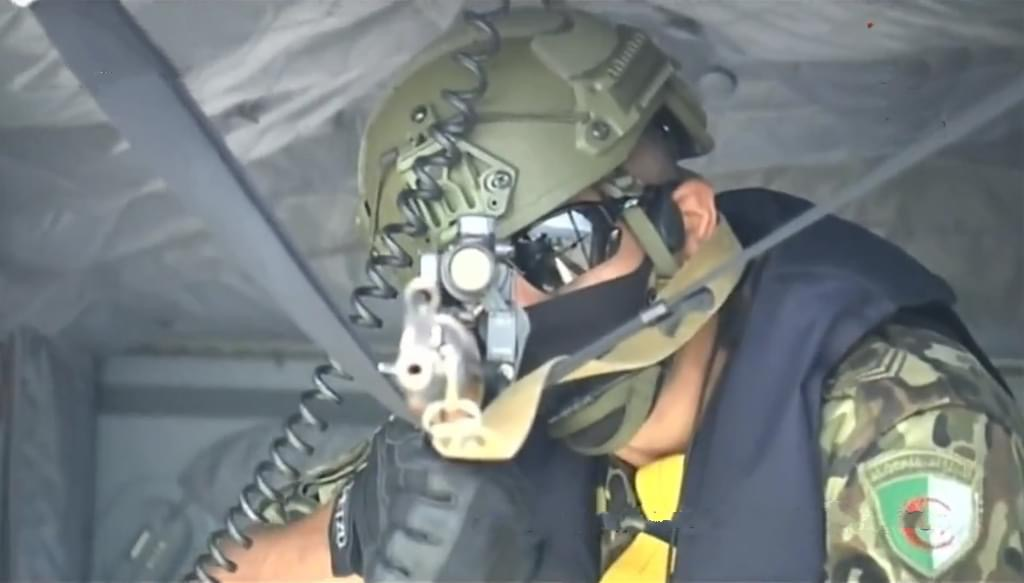
Un tireur embarqué du RASM lors d'un entraînement.

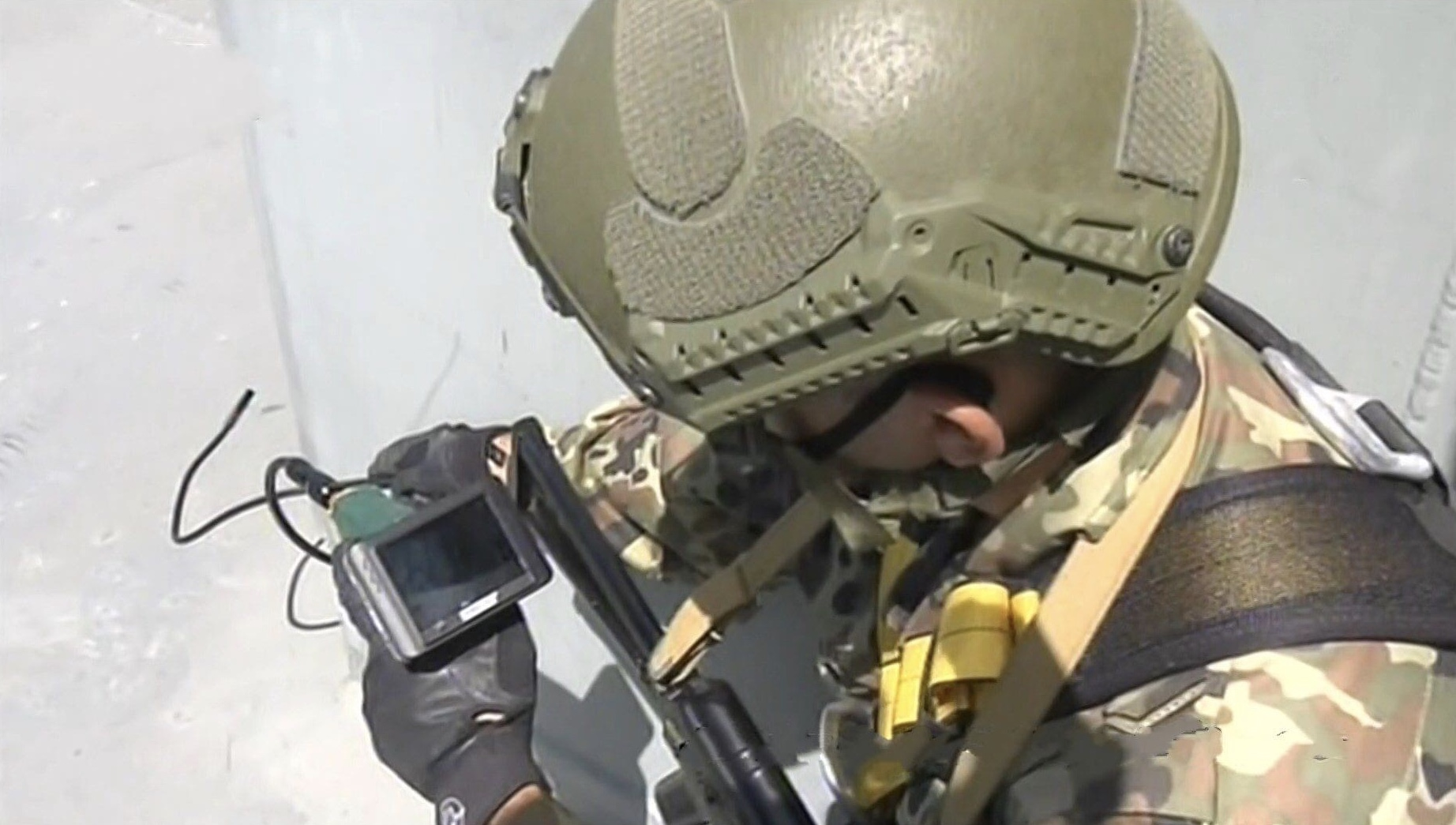
Un opérateur du RASM lors d'un entraînement.

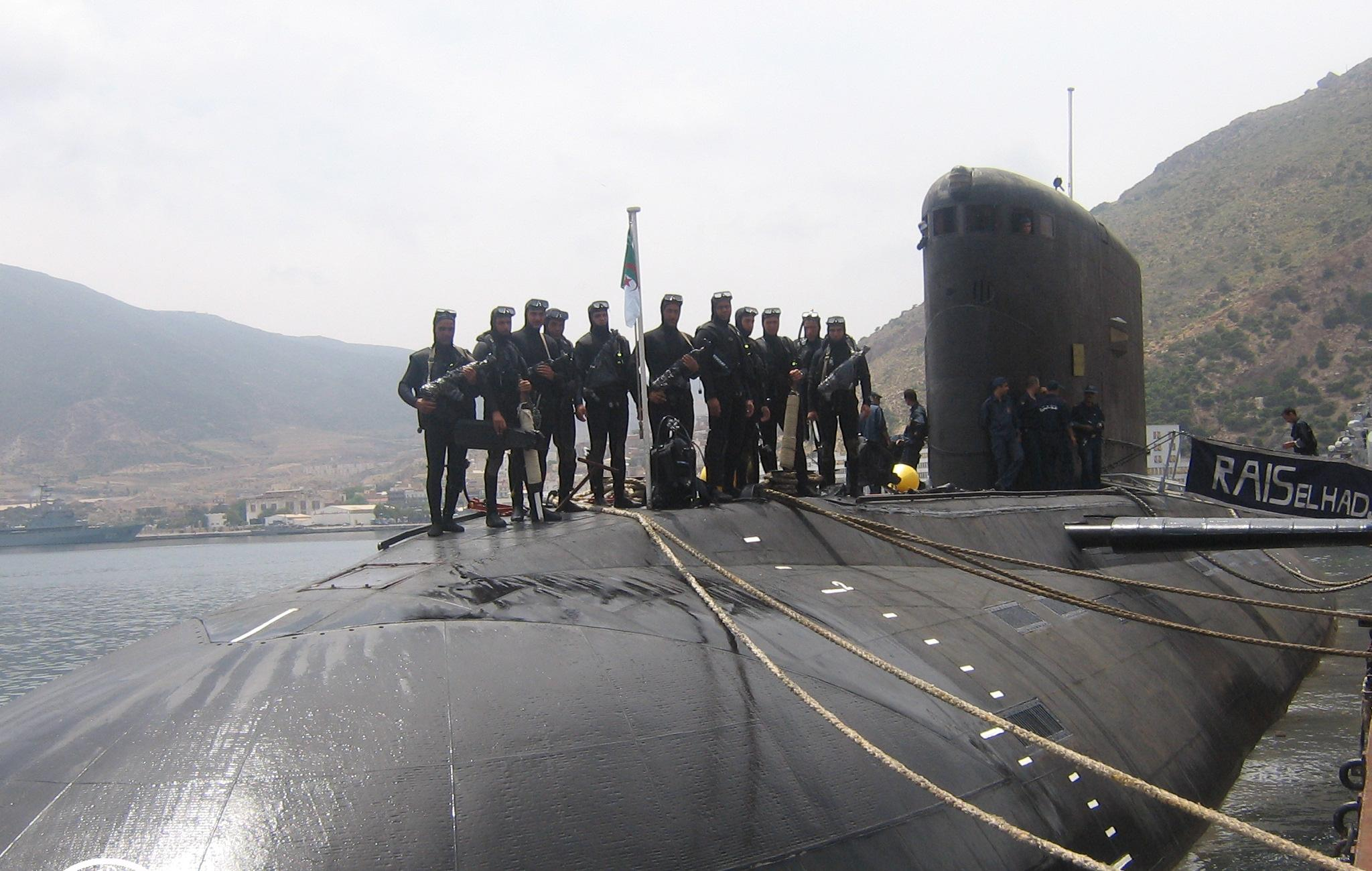
Les nageurs de combat de la marine nationale sur le sous-marin Rais El Hadj Mubarek.

Le régiment d'action spécial de la marine est un régiment de forces spéciales appartenant à la marine algérienne. Ce régiment d'élite possède des commandos et des nageurs de combat.
Les commandos marine et plongeurs de combat ont vu le jour en 2005 à la suite de la première sortie de promotion de sous-officiers commandos.
Les commandos marine ont pour missions :
- la reconnaissance spéciale ;
- les actions de combat terrestre depuis la mer ou sur les côtes ;
- la libération d'otages et l'extraction de personnes en mer ou sur les côtes ;
- les actions de destruction et de sabotage de cibles stratégiques ;
- les interventions en mer dans le cadre des missions de l’action de l’état en mer (lutte contre la piraterie maritime, les trafics illicites et les infractions maritimes…) ;
- la résolution de crise grave en mer ;
- le contre-terrorisme maritime et terrestre.

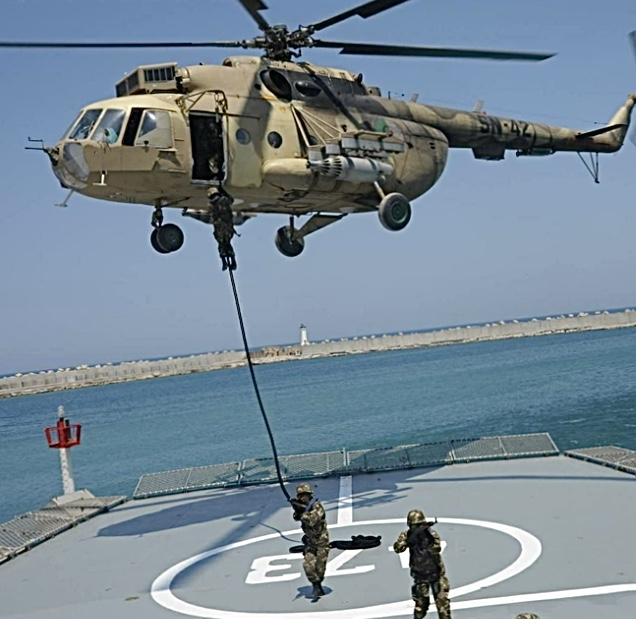
Des commandos marine à l'entraînement en Algérie.

## Coopération internationale

### Coopération avec l'OTAN en Méditerranée
L’Algérie a adhéré au Dialogue méditerranéen de l'OTAN en mars 2000, qui est un cadre de concertation et de coopération qui vise à contribuer à la sécurité et à la stabilité dans l’ensemble du bassin méditerranéen, et à promouvoir les bonnes relations ainsi que la compréhension entre les pays participants et les pays de l'OTAN.
L’Algérie participe, dans le cadre de ce Dialogue, à des activités de coopération avec l’Organisation tels que des séminaires, formations, escales et réunions sur des questions d’intérêt commun. Elle prend part également aux sessions de l’Assemblée parlementaire de l'OTAN, en sa qualité de partenaire régional et membre méditerranéen associé.

### Coopération avec la Russie en Méditerranée
Les navires de guerre de la marine russe mènent plusieurs haltes dans les ports algériens notamment pour le ravitaillement des navires.
Pour exemple en 2016, lors du soutien au conflit syrien, Moscou a envoyé une armada depuis Mourmansk dans un environnement peu amical en Méditerranée occidentale. Sur le chemin, seule l’Algérie a accepté de ravitailler l'armada russe composée du groupe aéronaval du porte-avion Amiral Kouznetsov ainsi que des frégates et des sous-marins.
La coopération s'inscrit aussi dans le cadre des activités militaires et d'échanges d'expertise entre les deux pays signé en 2006 dans le domaine de la défense.
Chaque année, des exercices navals entre la marine algérienne et russe sont menés en Méditerranée occidentale.

### Coopération algéro-tunisienne
Depuis l'installation de groupes terroristes à la frontière algéro-tunisienne en 2011, notamment dans la région du djebel Chambi, des opérations militaires communes sont menées, tout comme des réunions mixtes des deux états-majors ainsi que des échanges de renseignements. Un accord secret de coopération militaire portant sur la sécurisation de la frontière commune est d'ailleurs conclu le 27 mai 2014.
Des manœuvres navales communes sont organisées régulièrement par les Forces navales algériennes et la marine nationale tunisienne. La sixième édition de cet exercice baptisé Morjane remonte à 2019.

## Équipements

### Sous-marins
La force sous-marine algérienne est forte d'une grande expérience de plus quarante ans après la mise en service des deux premiers sous-marins de la classe Roméo en 1983. Ils seront remplacés par les sous-marins de la classe Kilo.
Les six sous-marins algériens sont capables de lancer quatre missiles de croisière à une distance de 300 km sur quatre objectifs terrestres avec une précision de cinq mètres : les missiles de grande précision à changement de milieu de type 3M-54 Club Kalibr Club-S.
| Classe        | Image             | Origine          | En service | Bateaux                                                            | Année de mise en service | Notes |
| ------------- | ----------------- | ---------------- | ---------- | ------------------------------------------------------------------ | ------------------------ | --- |
| Projet 636    |                   | Russie           | 4,         | Messali el Hadj (021) Djurdjura (022) Ouarsenis (031) Hoggar (032) | 2010 – 2019              | Deux projets 636M en service depuis 2010 et Deux projets 636.1 commandés en 2014 puis mis en service début 2019,.        |
| Projet 877EKM | Rais Hadj Mubarek | Union Soviétique | 2          | Rais Hadj Mubarek (012) El Hadj Slimane (013)                      | 1987 – 1988              | Deux sous-marins originaux de la classe Kilo en service, livrés en 1987 et 1988. Réaménagé et modernisé en 1993 et 1996. |

### Navires de guerre amphibies
| Classe             | Image | Origine | En service | Bateaux           | Déplacement  | Année de mise en service | Notes |
| ------------------ | ----- | ------- | ---------- | ----------------- | ------------ | ------------------------ | --- |
| Classe San Giorgio |       | Italie  | 1          | Kalaat Béni Abbès | 9,000 tonnes | 2015                     | Classe San Giorgio améliorée. Capable de transporter 3 hélicoptères de transport AW-101 ou 5 hélicoptères légers, ainsi que 440 fusiliers-marins en plus des 150 hommes d'équipage. Le hangar peut accueillir 15 chars lourds et 7 navires de débarquement de type chalands à son bord. Le navire a également une capacité hospitalière de 50 lits,. |

### Frégates
| Classe      | Image | Origine          | En service | Bateaux                                                | Déplacement  | Année de mise en service | Notes                                           |
| ----------- | ----- | ---------------- | ---------- | ------------------------------------------------------ | ------------ | ------------------------ | ----------------------------------------------- |
| Classe Koni |       | Union Soviétique | 3          | Mourad Rais (901) Rais Kellich (902) Rais Korfou (903) | 2,000 tonnes | 1985                     | Modernisé en Russie en 2011.                    |
| Meko A-200  |       | Allemagne        | 2          | El Radii (910) El Moudamir (911)                       | 3,700 tonnes | 2016-2018                | Deux en service avec l'option pour deux autres. |

### Corvettes
| Classe                | Image          | Origine          | En service | Bateaux                                                                       | Déplacement  | Année de mise en service | Notes |
| --------------------- | -------------- | ---------------- | ---------- | ----------------------------------------------------------------------------- | ------------ | ------------------------ | --- |
| Classe Nanuchka       | 802 Salah Rais | Union Soviétique | 3          | Rais Hamidou (801) Salah Rais (802) Rais Ali (803)                            | 660 tonnes   | 1982                     | En service, Projet 1234E construit par Vympel Shipyard à Rybinsk, modernisé en 2012.                          |
| Classe Djebel Chenoua |                | Algérie          | 4          | Djebel Chenoua (351) El Chihab (352) El Kirch (353) Rais Hassan Barbiar (807) | 540 tonnes   | 2002                     | Construit par l'OMCN / CNE à Mers-el-Kebir, Algérie. Armé de 4 C802 ASM et AK630 CIWS.                        |
| Classe C28A           | 353 El Kirch   | Chine            | 3          | Adhafer (920) El Fateh (921) Ezzadjir (922)                                   | 2,880 tonnes | 2015–2016                | Armé de canon principal NG-16-1 (76 mm), 2 missiles à sept canons 30 mm Type 730 CIWS, 2 missiles quad C-802. |
| Type 056              |                | Chine            | 1/6        | El Moutassadi (940)                                                           | 1,500 tonnes | 2023                     | Six corvettes de classe Type 056 modifiées ont été commandées, dont 5 fabriquées sous licence en Algérie,.    |

### Navires de projection
| Classe             | Image                    | Origine                  | En service | Bateaux                                                  | Déplacement  | Année de mise en service | Notes                                                |
| ------------------ | ------------------------ | ------------------------ | ---------- | -------------------------------------------------------- | ------------ | ------------------------ | ---------------------------------------------------- |
| Classe Kalaat Beni |                          | Royaume-Uni              | 2          | Kalaat Beni Hammed (472)                                 | 2,450 tonnes | 1984                     | Construit par Brooke Marine à Lowestoft, Royaume-Uni |
| Classe Kalaat Beni | Kalaat Beni Rached (473) | Royaume-Uni              | 2          | Construit par Vosper Thornycroft à Woolston, Royaume-Uni | 2,450 tonnes | 1984                     |                                                      |
| Classe Polnochny   |                          | Union Soviétique Pologne | 1          | Kalaat polnochny (471)                                   |              | 1976                     | [ 38 ]                                               |

### Navires guerre de mines
| Classe        | Image | Origine | En service | Bateaux                                               | Déplacement | Année de mise en service | Notes                                                              |
| ------------- | ----- | ------- | ---------- | ----------------------------------------------------- | ----------- | ------------------------ | ------------------------------------------------------------------ |
| Classe Lerici |       | Italie  | 3          | El-Kasseh 1 (501) El-Kasseh 2 (502) El-Kasseh 3 (503) | 600 tonnes  | 2016–2022                | Dragueurs de mines de classe MCMV (dérivés de la classe Katanpää). |

### Patrouilleurs et vedettes rapides
| Classe                        | Image | Origine          | En service | Bateaux | Déplacement | Année de mise en service | Notes                                                    |
| ----------------------------- | ----- | ---------------- | ---------- | ------- | ----------- | ------------------------ | -------------------------------------------------------- |
| Classe Ocea FPB 98 MKI        |       | France           | 31         |         |             | 2008-2019                | Construit par Ocea France,.                              |
| Alusafe 2000                  |       | Espagne Algérie  | 12         |         |             | 2016                     | Produit localement.                                      |
| Classe Kebir[réf. souhaitée]  |       | Royaume-Uni      | 12         |         | 250 tonnes  | 1982                     | Les deux premières unités construites par Brooke Marine. |
| Classe Osa II[réf. souhaitée] |       | Union Soviétique | 8          |         |             | 1978                     |                                                          |

### Navire et voilier-école
- Formation des sous-mariniers sur simulateur et sous-marin kilo

| Classe    | Image   | Origine | En service | Bateaux              | Déplacement  | Année de mise en service | Notes                                                    |
| --------- | ------- | ------- | ---------- | -------------------- | ------------ | ------------------------ | -------------------------------------------------------- |
| Soummam   | Soummam | Chine   | 1          | Soummam              | 5,500 tonnes | 2006                     | 5,500 tonnes (pleine charge).                            |
| El-Mellah |         | Pologne | 1          | El Mellah (le marin) |              | 2017                     | Un trois-mâts grand voilier construit à Gdańsk, Pologne. |

### Navire de recherche et de formation
| Classe      | Image | Origine | En service | Bateaux           | Déplacement | Année de mise en service | Notes |
| ----------- | ----- | ------- | ---------- | ----------------- | ----------- | ------------------------ | --- |
| El Mourafik |       | Chine   | 1          | El Mourafik (261) | 600 tonnes  | 1990                     | Utilisé pour des missions de recherche et sauvetage ou la formation des plongeurs de combat et pour l'école d'application des troupes de marine (EATM) de Jijel. |

### Navire de soutien offshore
| Classe     | Image | Origine | En service | Bateaux          | Déplacement | Année de mise en service | Notes                                                                             |
| ---------- | ----- | ------- | ---------- | ---------------- | ----------- | ------------------------ | --------------------------------------------------------------------------------- |
| El Idrissi |       | Japon   | 1          | El Idrissi (673) | 540 tonnes  | 1980                     | Construit par Matsukara Zosen à Hirao, Japon.                                     |
| OSV-95     |       | France  | 1          | El Masseh (205)  |             | 2021                     | Navire de soutien offshore conçu pour les études océanographiques et géologiques. |

### Remorqueurs
| Classe     | Image | Origine | En service | Bateaux                                               | Déplacement  | Année de mise en service | Notes |
| ---------- | ----- | ------- | ---------- | ----------------------------------------------------- | ------------ | ------------------------ | --- |
| El Mounjid |       | Norway  | 3          | El Moundjid (701) El Moussif (702) El Moussanid (703) | 3,200 tonnes | 2012                     | Trois remorqueurs sisterships, dérivés des Abeille Bourbon.                                                                        |
| El Bassel  |       | Algérie | 1          | El Bassel (212)                                       | tonnes       | 2024                     | Fabriqué par l'Établissement de construction et de réparation navale dans les chantiers de la Base navale de Mers El-Kébir à Oran. |

### Aéronefs embarqué
| Appareil                    | Image | Origine        | Type                 | Variante | En service | Notes  |
| --------------------------- | ----- | -------------- | -------------------- | -------- | ---------- | ------ |
| Westland Super Lynx         |       | United Kingdom | ASW/ASUW             | 130/140  | 10         | [ 53 ] |
| AgustaWestland EH101 Merlin |       | Italie         | SAR / utilité        | Mk 610   | 6          | [ 54 ] |
| AgustaWestland AW139        |       | Italie         | SAR/utilitaire léger |          | 3          | [ 54 ] |
| Kamov Ka-27                 |       | Russie         | SAR / utilité        | Ka-32T   | 3          | [ 55 ] |

## Missiles

### Missiles anti-aériens
- Aster
- Umkhonto
- HQ-7

### Missiles anti-navires
- RBS-15 Mk. III[56],[57]
- SS-N-25[56]
- C-802[56]
- SSC-3 Styx[56]
- SS-N-2
- CX-1 (en)

### Missiles de croisière

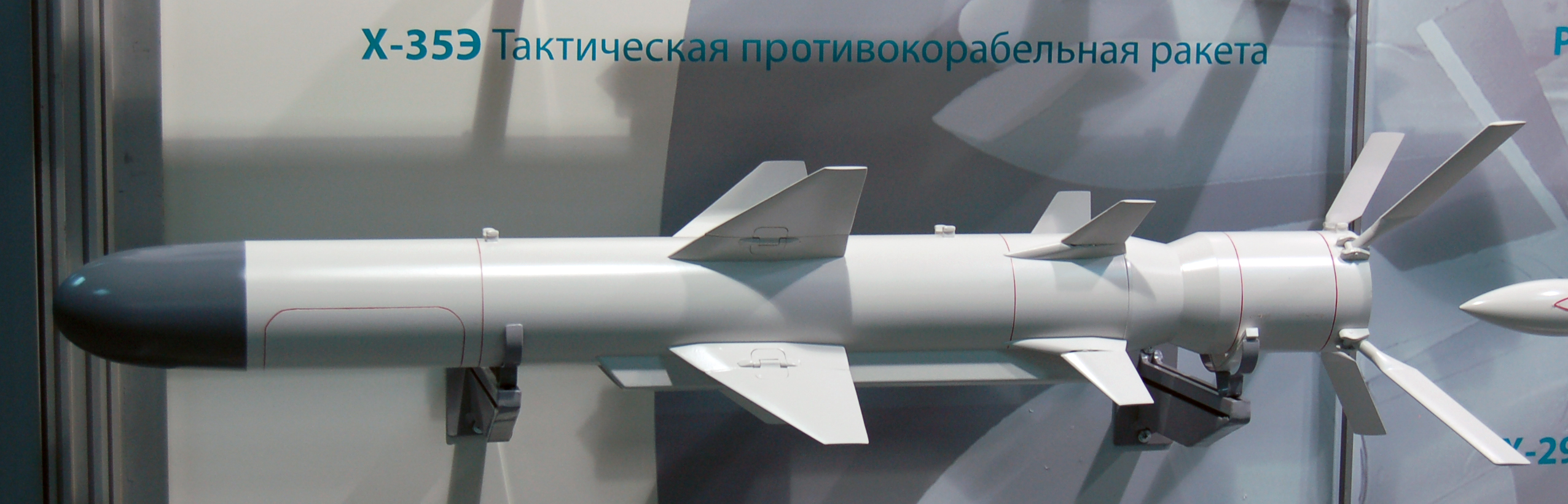
Un Kh-35E (exporté sous différentes variantes à l'Algérie) au salon « MAKS 2009 ».

- Kalibr Club-S 3M-14E[56],[58] (Sous-marins Kilo, portée de 300 km, frappe terrestre/anti-navire)
- CM-302 (Batteries côtières supersonique, portée de 300 km, frappe anti-navire)
- Kh-35 Bal-EU (Batterie côtière subsonique, portée de 130 km, frappe anti-navire).

## Commandement
Le commandement de la marine a été successivement confié à :
- Colonel Mohamed Benmoussat dit « l’Amiral » (1962-1978)
- Général Rachid Benyelles (1978-1984)
- Général Abdelmadjid Cherif (1984-1987)
- Général Kamel Abderrahim (1987-1988)
- Général Abdelmadjid Taghit (1988-1992)
- Général major Chabane Ghodbane (1992-2000)
- Général Brahim Dadci (2000-2002)
- Général Tahar Yala (2002-2005)
- Général major Malek Necib (2005-2015)
- Général major Mohamed Larbi Haouli (2015-2021)
- Général major Mahfoud Benmeddah (depuis janvier 2021)